# یوکا اوکاموتو
یوکا اوکاموتو (انگلیسی: Yuka Okamoto؛ زادهٔ ۲۰ سپتامبر ۱۹۹۷) بازیکن فوتبال اهل ژاپن است.